# Domnarvets Jernverk

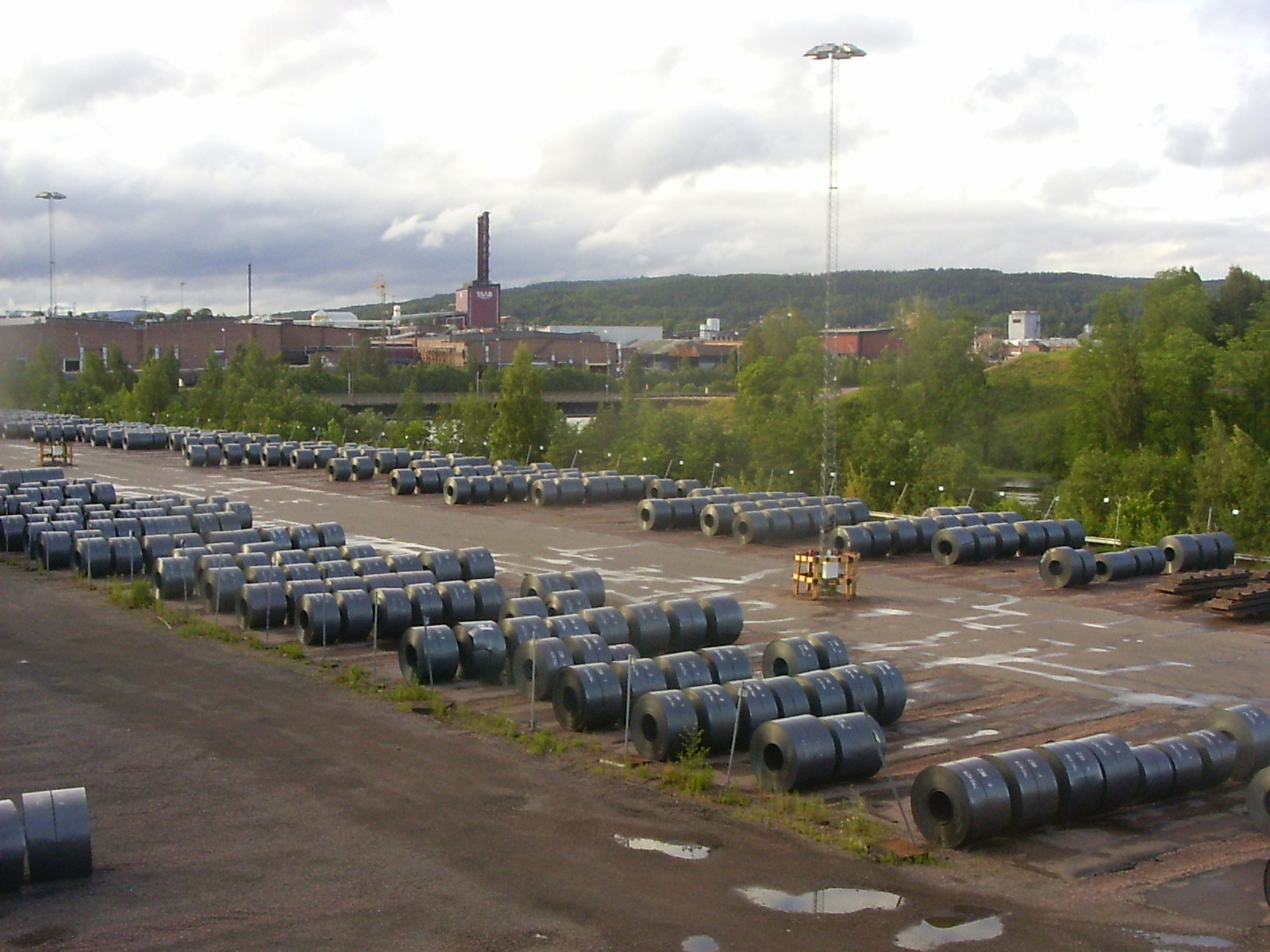
SSAB Tunnplåt Borlänge.

Domnarvets Jernverk är ett stålverk i Borlänge som sedan 1978 ingår i SSAB. Domnarvets Jernverk, som anlades 1872–78, ingick tidigare i Stora Kopparbergs Bergslags AB. 1988 bildades SSAB Tunnplåt AB genom en sammanslagning av Domnarvets och tillika SSAB-ägda Norrbottens Järnverks verksamheter. I samband med detta försvann det gamla namnet (Domnarvets Jernverk), och produktionsenheten i Borlänge heter idag SSAB Tunnplåt Borlänge och tillhör SSAB EMEA AB. 1 700 personer är anställda vid stålverket, som är kommunens största privata arbetsgivare.

## Historia

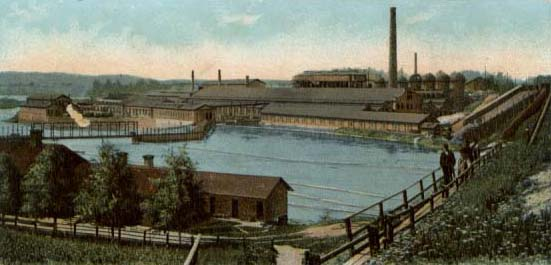
Domnarvets Jernverk vid sekelskiftet.

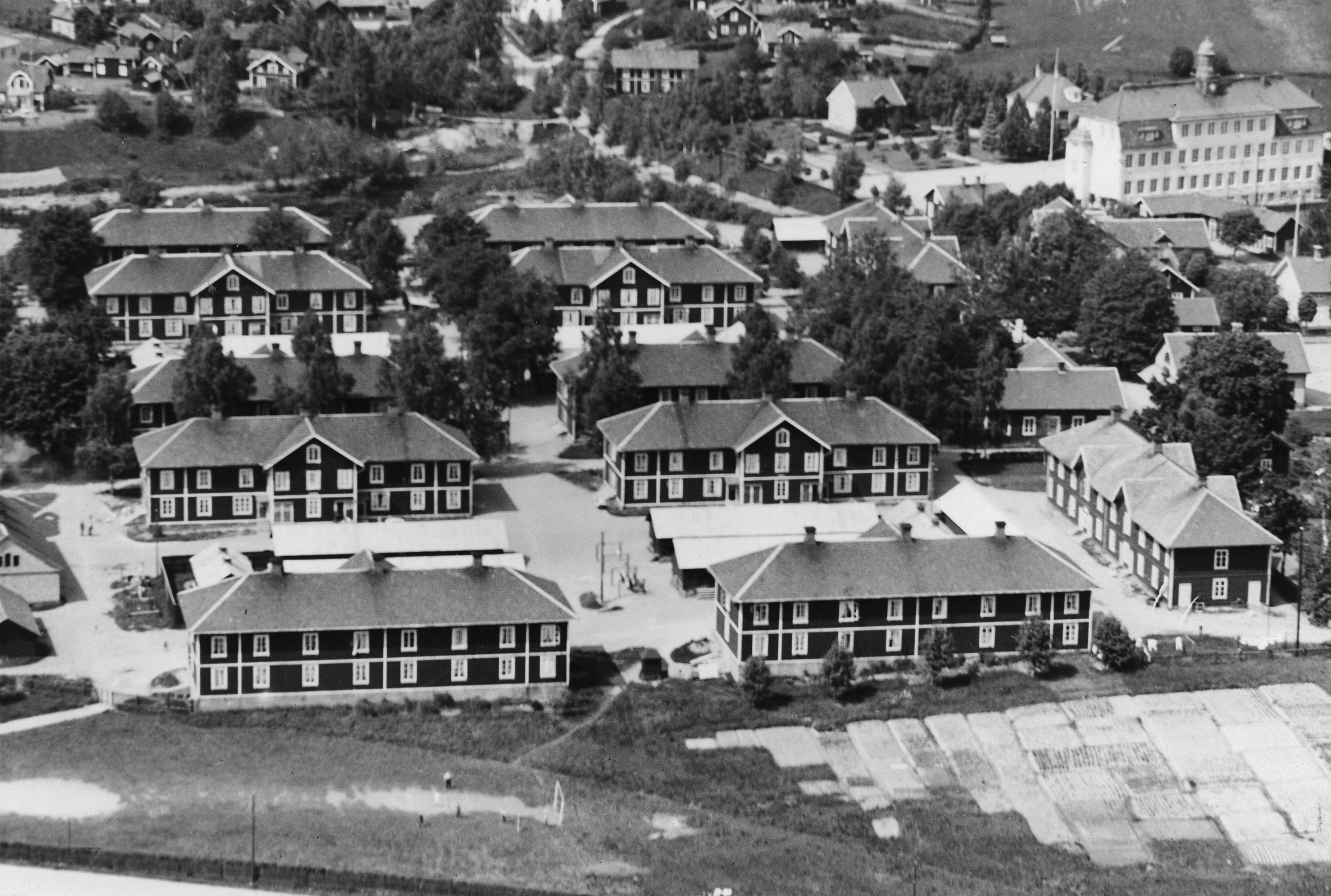
Arbetarbostäder vid Domnarvet.

### Domnarvet, ett av Sveriges största järnverk
1853 köpte Stora Kopparbergs Bergslag Lindesnäs järnbruk och anlade ett valsverk. Enligt en tryckt prislista från 1856 kunde valsverket leverera olika dimensioner av runt-, fyrkant-, platt- och bandjärn. Försäljningen hämmades dock av långa och svåra land- och sjötransporter. På bergslagsstämman 1868 fick den företagsamme bergmästaren Gustav Adolf Lundhquist i Falun gehör för en "tidsenligare och mera koncentrerad hushållning och förvaltning" av Bergslagets (Stora Kopparbergs Bergslags AB) tillgångar. Lundhqvist  hade genom gifte kommit i besittning av en stor post fjärdeparter i Stora Kopparbergs Bergslag. Han associerade sig med den idérike och spekulative industriidkaren i Mölndal, David Otto Francke, som snabbt genom köp också blev ägare till en stor post, så att de båda kompanjonerna fingo majoriteten i Bergslaget. De kunde därigenom oförmodat göra en förändring inom Bergslagets ledning på bergslagsstämman i juni 1873. D. O. Francke blev styrelsens ordförande.
1874-1878 anlades ett för den tiden mycket stort helt nytt järnverk vid Domnarvsforsen i Stora Tuna socken med metallurgen  Gustaf Wittenström som byggmästare och konstruktör. Wittenström hade tidigare bland arbetat som ingenjör för Ludvig Nobel i Ryssland och vid anläggandet av två stålverk i Indien. Att den nya järnvägslinjen mellan Falun och Göteborg skulle dras förbi Domnarvet spelade en viktig roll i fråga om lokaliseringen av det nya järnverket. Med järnväg kunde malm och träkol transporteras från gruvor och skogar som låg flera mil bort. Fram till 1903 användes enbart träkol som bränsle i masugnarna. Domnarvets Jernverk beräknades för en årsproduktion på 1 miljon centner (43 000 ton). Jernverket skulle utrustas med ett stort antal vattenturbiner på sammanlagt 5000 hästkrafter, en svindlade stor effekt med den tidens mått. De största befintliga järnbruken hade tillgång vattenkraft som levererade några hundra hästkrafter för att driva olika maskiner. Det fanns inga stora elmotorer att köpa år 1878. Kraft kunde bara erhållas med rent mekanisk överföring eller med ångmaskiner. Bränsle till ugnar skulle också erhållas billigt i form av sågspån från ett stort närbeläget sågverk som också ägdes av Bergslaget.
År 1878 kunde den första masugnen tas i bruk. Domnarvet var från början tänkt att tillverka kvalitetsjärn för export enligt den traditionella svenska modellen, men denna målsättning måste efter hand överges. Istället skulle produktionen inriktas mot en inhemsk kundkrets som efterfrågade billigare kvaliteter av järn och stål. Till följd härav bedrevs ett viktigt utvecklingsarbete inom Domnarvet, vilket syftade till att lägga om tillverkningen från den sura bessemermetoden till basiska processer. Basiska processer innebar att man tillsatte kalk till det smälta järnet för att få ned fosforhalten i stålet. Därmed kunde Domnarvet utnyttja de stora fosforhaltiga malmfyndigheterna i Grängesbergsfältet, som tidigare varit svåranvänd men som i övrigt hade förträffliga egenskaper. Den basiska Thomasmetoden hade introducerats i Sverige 1879, men kom till en början endast att tillämpas i begränsad utsträckning. I början av 1890-talet beslöt Domnarvet att satsa på såväl basisk bessemerprocess som på basisk martintillverkning. Thomasblåsningen inleddes 1891 men de första åren präglades av så stora svårigheter att man var nära att ge upp. Genombrottet för Domnarvets thomasproduktion kom 1894-96. Produktionen ökade från 8 400 ton thomasgöt 1893 till 17 800 ton 1895. Från 1896 utgjorde thomasblåsningen och basisk martin mer än hälften av Domnarvets göttillverkning och utvecklades därefter till de dominerande tillverkningsmetoderna i stålverket.
1886 fick jernverket ett kontrakt på den för den tiden stora kvantiteten 31 000 ton järnvägsräls (drygt 100 mil räls) av billigt bessermermaterial som dock uppfyllde fordringarna på grund av att Domnarvet använde en förbättring av den sura bessermermetoden som bergsingenjör Karl Carlsson utvecklat vid  Ulfshytte Jernverks bessermerverk.
Genom en konsekvent satsning på billigt stål och försäljning inom Sverige lyckades Domnarvets Jernverk under de första 25–30 åren av sin verksamhet skaffa sig en framträdande position inom svensk järnindustri. 
1956 slutfördes ett omfattande nybyggnads- och moderniseringprogram av Domnarvet, vilket inletts i slutet av andra världskriget. Årsproduktionen kom efter detta ligga runt 400 000 ton valsat stål. Domnarvets ryktbarhet grundade sig inte bara på dess storlek; även utvecklandet av Kaldo-processen under 1940-talet, vilken också fick stor internationell uppmärksamhet, har bidragit till dess framgång. Kaldo är en ordlek sammansatt av namnet på en av uppfinnarna till tillverkningsprocessen, Bo Kalling, och Domnarvet. Kaldoprocessen innebebär att man inte blåser in luft i botten på ugnen som man gör i Thomas- och Bessemerprocessen.  I stället  blåser man upp till 58 % ren syrgas via en lans som inte rör det flytande stålet. Syret reagerar med det kol som finns i järnet från masugnen och bildar koldioxiod. Samtidigt roteras hela ugnen för att få omblandning av stålet. Nackdelen med Kaldoprocessen är att rotationen sliter hårt på det eldfasta materialet i ugnen.

### 1970-talets stålkris
1976 var Domnarvets Jernverk sysselsättningsmässigt som störst, med 6 300 anställda. Sverige drabbades då, liksom övriga västvärlden, av stålkrisen, en kraftig tillbakagång inom stålindustrin. Stora Kopparbergs järnverk i Borlänge såldes till svenska staten (genom det nya SSAB) som satsade betydande belopp på att modernisera detta till ett tunnplåtverk. Man beslutade emellertid att lägga ned den malmbaserade stålframställningen, och den 27 februari 1981 lades Domnarvets 4 koksblästermasugnar ned. Under hela 1970-talet hade man också haft problem med Kaldo-processens höga driftskostnader, och trots anmärkningsvärda förbättringar avställdes de två konvertrarna 1981. Kvar blev endast ståltillverkning baserad på skrot, och antalet anställda vid järnverket minskade drastiskt. 
Den nya inriktning som järnverket fick efter investeringarna i fråga om ny teknik med nya produkter och höga kvalitetskrav kom dock att leda till en framgångsrik avsättning för produkterna och en stabilitet för företaget. 1989 lades den sista delen av stålframställningen ned i Borlänge (den skrotbaserade), och det gamla Domnarvets Jernverk blev en renodlad tunnplåtsproducent med namnet SSAB Tunnplåt Borlänge AB, numera SSAB EMEA AB.